# Movimento Católico de Estudantes

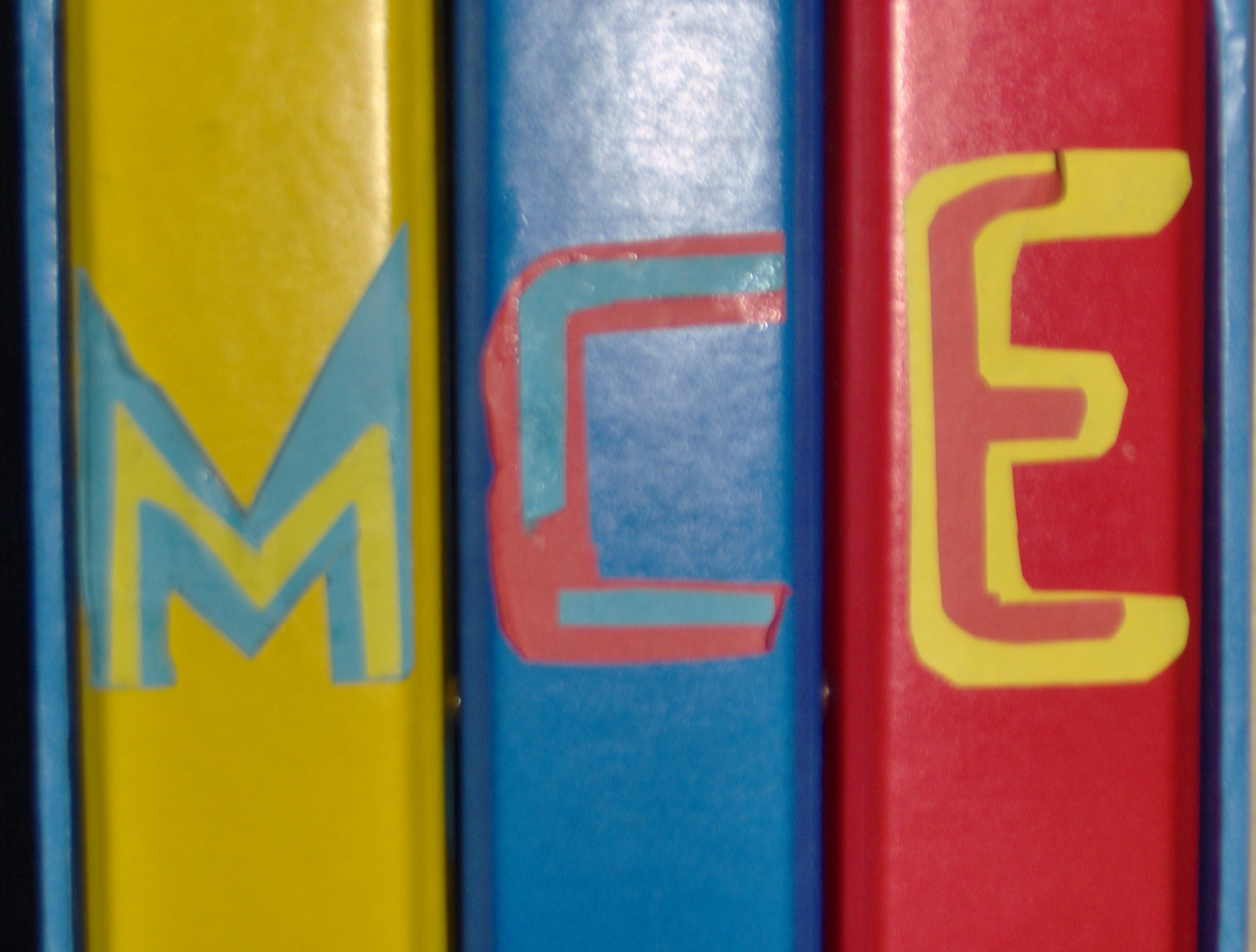
"A História nunca pode ser travada"

O Movimento Católico de Estudantes (MCE) é um movimento católico português que resulta da junção da Juventude Escolar Católica (JEC) com a Juventude Universitária Católica (JUC), a 3 de Setembro de 1980 em Guimarães. O MCE é membro fundador do Conselho Nacional da Juventude.

## Proclamação do MCE
A JEC (Juventude Escolar Católica) e a JUC (Juventude Universitária Católica), Movimentos da Acção Católica desde 1933, desenvolveram ao longo desde quase meio século uma actividade notável de presença da Igreja nos diversos meios de ensino. Várias gerações de estudantes encontraram nestes Movimentos o espaço de crescimento da sua Fé e aqui se formaram no compromisso com a Igreja e com a Sociedade. Profundamente enraizados na vida das escolas, os Movimentos sofreram simultaneamente as crises que a Igreja e a Sociedade foram atravessando, e superaram-nas por uma atenção às exigências do meio e por um amadurecimento eclesial dos militantes e também dos próprios Movimentos. Hoje, a JEC e a JUC, reunidas em Conselho Nacional, decidem uma nova etapa. Após uma reflexão de dois anos em que foi verificada a convergência de projectos, de modos de ser e estar na Igreja, de mediações de acção evangelizadora, julgam estar suficientemente amadurecida a decisão de formarem um único Movimento da A.C. (Acção Católica) no meio estudantil respeitando a existência dos dois sectores de ensino: Secundário e Superior. Esta decisão valoriza a caminhada de ambos os movimentos e é tomada na fidelidade à realidade estudantil e à missão evangelizadora da igreja.
Guimarães, 3 de Setembro de 1980
Conselho Nacional da JEC e da JUC

## Localização
O MCE está presente em várias dioceses de Portugal, no entanto, está representado, de forma mais significativa, nas dioceses de Aveiro, Leiria e Lisboa. A a sua sede nacional está localizada em Lisboa.

## Curiosidades
Em 31 de Agosto de 2009, o MCE publicou uma moção sobre educação no seu XXX Conselho Nacional. Nesta moção apelava à maior intervenção dos pais na educação dos seus filhos, mostrando a sua crescente preocupação com o estado da educação em Portugal (Agência Lusa).